# Smail Prevljak
Smail Prevljak, né le 10 mai 1995 à Konjic en Bosnie-Herzégovine, est un footballeur international bosnien qui évolue au poste d'avant-centre à Istra 1961.

## Biographie

### Carrière en club

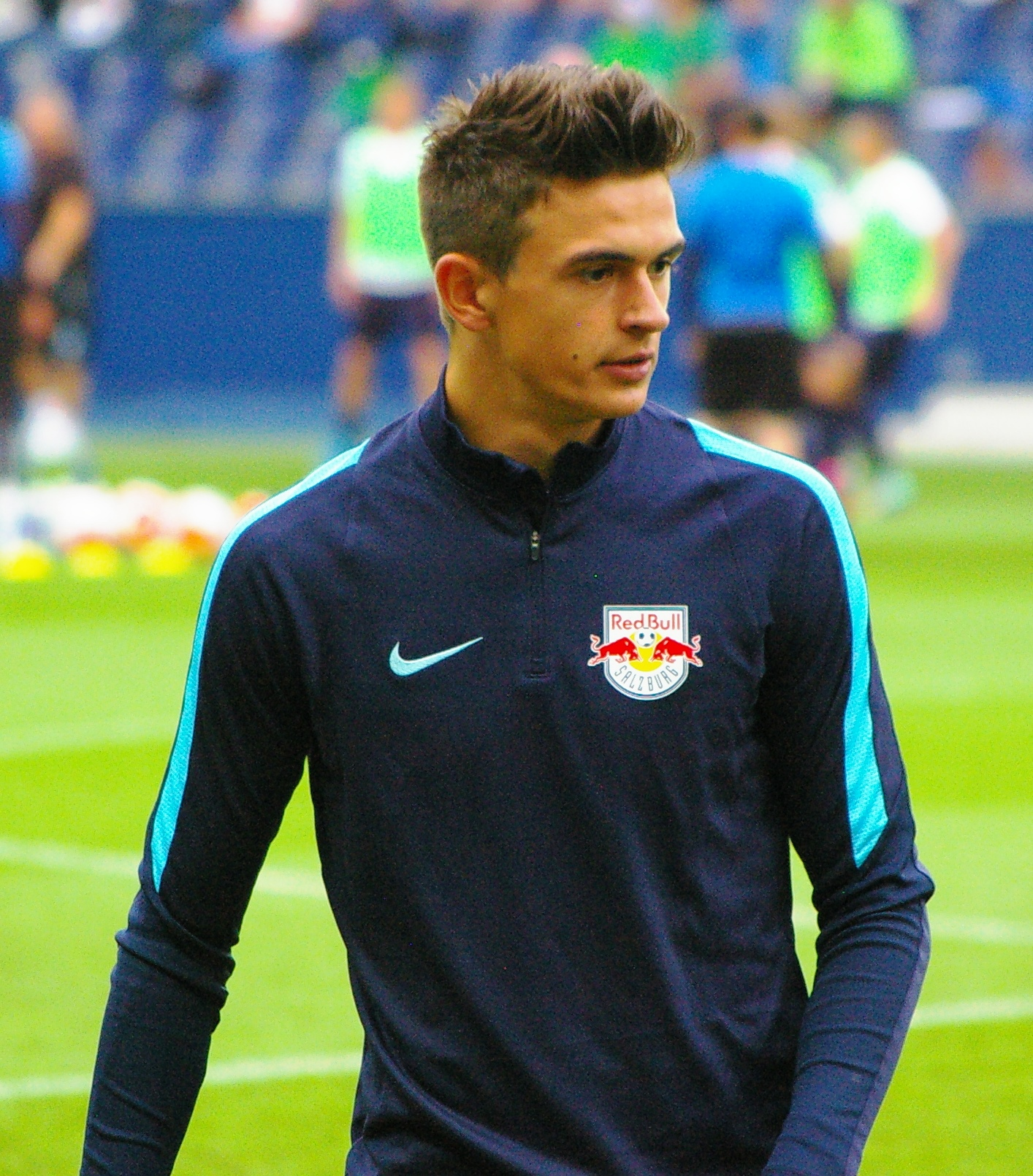
Prevljak avec le Red Bull Salzbourg en 2015

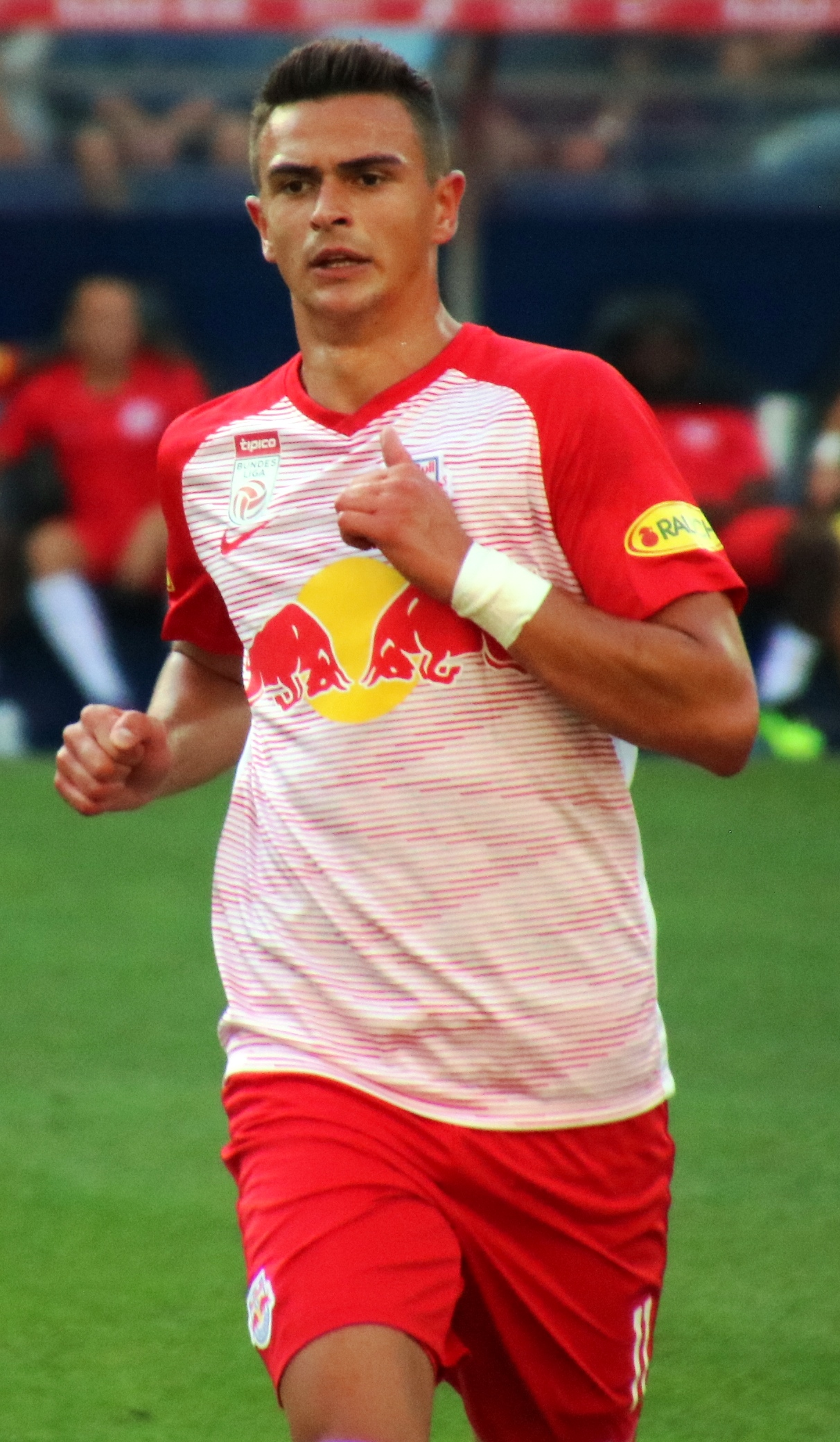
Prevljak avec le Red Bull Salzbourg en 2018

Le 31 août 2020, il s'engage définitivement et pour trois saisons en faveur du KAS Eupen après y avoir été prêté en début d'année.

### Carrière internationale
Lors de l'année 2015, il reçoit cinq sélections avec l'équipe de Bosnie-Herzégovine espoirs, dont trois lors des éliminatoires du éliminatoires du championnat d'Europe espoirs 2017.

## Palmarès

### En club
- Red Bull Salzbourg
  - Champion d'Autriche en 2015, 2016, 2019 et 2020
  - Vainqueur de la Coupe d'Autriche en 2016 (en), 2019 (en) et 2020 (en)

### Distinctions individuelles
- Élu joueur de l'année du FC Liefering en 2015
- Élu meilleur espoir de 2.Liga en 2015 (en)